# Grigorij Aleksandrov
Grigorij Vasiljevitj Aleksandrov (russisk: Григо́рий Васи́льевич Алекса́ндров) (født 23. januar 1903 i Jekaterinburg i Det Russiske Kejserrige, død 16. december 1983 i Moskva i Sovjetunionen) var en fremtrædende sovjetisk filminstruktør og manuskriptforfatter.
Aleksandrov arbejdede i begyndelsen af sin karriere tæt sammen med Sergej Eisenstein. Aleksandrov og Eisenstein skrev sammen manuskript til flere film, som de instruerede sammen, bl.a. filmen Panserkrydseren Potemkin, ligesom Aleksandrov som skuespiller også medvirkede i flere af de film, som han skrev og instruerede sammen med Eisenstein. Aleksandrov blev på egen hånd en succesrig instruktør, da han i begyndelsen af 1930'erne skrev og instruerede Hele Verden ler og en række mucikalkomedier med hustruen Ljubov Orlova i hovedrollen.
Selvom Aleksandrov forblev aktiv indtil sin død, er hans musicals, der var blandt de første i Sovjetunionen, stadig hans mest populære film. De er sammen med Ivan Pyrjevs film blandt de mest populære underholdningsfilm, der blev produceret under Stalin-æraen i USSR.
Aleksandrov modtog i 1947 prisen Folkets kunstner i USSR og Socialismens Arbejdes Helt i 1973. Han modtog også Stalinprisen i 1941 og 1950.

## Tidlig karriere og samarbejde med Eisenstein
Aleksandrov blev født Grigorij Vasiljevitj Mormonenko i Jekaterinburg i Det Russiske Kejserrige i 1903. Som niårig havde Aleksandrov diverse småjobs ved Jekaterinburg Opera Teater, hvor han senere arbejdede sig op til instruktørassistent. Han modtog også musikundervisning ved Jekaterinburg, hvor han studerede violin og fik eksamen i 1917.
Efter at have studeret som instruktør og kortvarigt ledet en biograf flyttede Aleksandrov til Moskva, hvor han blev tilknyttet teatret Proletkult. På Proletkult mødte han den dengang 23-årige Sergej Eisenstein. Aleksandrov fik i 1923 hovedrollen i Eisensteins opsætning af Ostrovskijs komedie fra 1868 En vis mand er også enkel (Na vsyakovo mudretsa dovolno prostoty) og i Eisensteins første film Glumovs dagbog (Дневник Глумова), en kort stumfilm, der var en del af teaterstykket. Eisenstein og Aleksandrov arbejdede sammen om adskillige teaterproduktioner inden Eisenstein i 1925 instruerede sin første film i spillefilmslængde, Strejke, som Aleksandrov skrev sammen med Eisenstein, Ilja Kravtjunovskij og Valerjan Pletnjov. Næste film var Eisensteins banebrydende Panserkrydseren Potemkin, hvor Aleksandrov også medvirkede som skuespiller. Aleksandrov var med-instruktør på Eisensteins næste to spillefilm, Oktober: Ti dage der rystede verden og Gammelt og nyt, der også var parrets sidste film i stumfilmæraen.
Sammen med Eisensteins anden væsentlige samarbejdspartner, filmfotografen Eduard Tisse, tog Aleksandrov sammen med Eisenstein til Hollywood i begyndelsen af 1930'erne. Han rejste også med til Mexico for at optage Eisensteins aldrig færdiggjorte projekt om Mexico, der blev udgivet som den ufærdige film Que Viva Mexico!. Aleksandrov færdiggjorte i 1979 en redigeret udgave af den oprindelige film baseret også på de oprindelige optagelser.

## Musicals og komedier
Aleksandrov tog tilbage til Sovjetunionen i 1932 på direkte ordre fra Josef Stalin. Han instruerede året efter propagandafilmen International (Интернационал), og efter et møde med Stalin og Maksim Gorkij gik han i gang med at instruere den første sovjetiske musicalfilm Hele Verden ler med Leonid Utjosov og Ljubov Orlova, som Aleksandrov senere giftede sig med. Hun medvirker i hans senere mest succesfulde film: Cirkus, Volga-Volga og Lys vej.

## Under 2. verdenskrig
I slutningen af oktober 1941 blev de ansatte ved Mosfilms studier evakueret til Alma-Ata i Kasakhiske SSR. Aleksandrov blev kort efter sendt til Baku i Aserbajdsjan, hvor han med sin hustru Orlova i 1943 indspillede filmen Odna Semja (da.: En familie), der imidlertid ikke fik tilladelse til at blive vist, da filmen "kun i ringe grad reflekterede det sovjetiske folks mod den tyske fascistiske aggressor". I september 1943 fik Aleksandrov ordre om at vende tilbage til Moskva som leder af Mosfilms studier.

## Efter 2. verdenskrig
Aleksandrovs første film efter krigen var Forår, en musical igen med hustruen Ljubov Orlova i hovedrollen og med en række populære sovjetiske skuespillere på rollelisten. Han instruerede også en film om den russiske komponist Mikhail Glinka.
Aleksandrov og Orlova var et fremtrædende og populært par i Sovjetunionen, men havde et kompliceret forhold til Stalin, der på den ene side var meget glad for parrets film (han gav en kopi af sin yndlingsfilm Volga-Volga som en gave til USA's præsident Franklin D. Roosevelt), men som også lagde en række hindringer i vejen for parret.
Den gunst, som Stalin havde vist Aleksandrov, og den popularitet, som Aleksandrovs film havde haft i tiden under Stalin, blev en hæmsko for ham efter Stalins død i 1953 og det efterfølgende tøbrud i Sovjetunionen under Khrusjtjov. Aleksandrovs film fra 1960 Russkij suvenir blev hårdt kritiseret og det satiriske magasin Krokodil udgav en føljeton, hvor filmen blev latterliggjort. Omfanget af kritikken fik flere af Aleksandrovs kolleger til offentligt at tage ham i forsvar i et åbent brev i avisen Izvestia. Kritikken tog af herefter, men Aleksandrov ophørte med at instruere spillefilm efter Russkij suvenir og indspillede i stedet dokumentarfilm. Der gik 12 år før Aleksandrov blev givet penge til en ny spillefilm, spionfilmen Скворец и Лира (da.: Stær og Lyre) fra 1973, som han instruerede igen med hustruen Orlova i hovedrollen (hendes sidste). Filmen blev dog ikke udgivet. Orlova døde i 1975. Aleksandrov døde i december 1983 af en infektion i nyrerne og blev begravet på Novodevitjekirkegården i Moskva tæt ved Orlova, men ikke ved samme gravsted.

## Ordener og priser
- Den røde stjernes orden (januar 1935)
- Stalinpriser:
  - Første klasse (1941) for Cirkus (1936) og Volga-Volga (1938)
  - Første klasse (1950) for film Møde på Elben (1949)
- Folkets kunstner i USSR (1948)
- Det Socialistiske Arbejdes Helt (1973)
- Tre Leninordenen
- Tre Arbejdets røde fanes orden
- Orden for folkenes venskab (januar)

## Privatliv

### Sergej Eisenstein
Aleksandrovs 10 år lange partnerskab med Sergej Eisenstein var en kilde til vedvarende rygter om et romantisk forhold mellem de to. Ifølge filmkritikeren Vitalij Vulf, er "venskabet fortsat en kilder til spekulation og sladder, selvom er ikke er noget dokumentation for at de havde haft et seksuelt forhold. Aleksandrov tog selv rygterne med sindsro: 'Det kan være han var forelsket i mig ... Jeg har aldrig været forelsket i ham.' Eisenstein tilgav aldrig Aleksandrov, at han giftede sig med Orlova."

### Ægteskaber
Aleksandrov blev i 1925 gift med skuespillerinden Olga Ivanova, som han årt efter fik et barn med, Douglas Aleksandrov, opkaldt efter Douglas Fairbanks, som var Grigorij Aleksandrovs yndlingsskuespiller. Under Aleksandrovs tre år lange rejse til Europa og Hollywood indledte hustuen Olga Ivanova et forhold til skuespilleren Boris Tenin, hvorefter hun blev separeret og siden skilt fra Aleksandrov. Olga Ivanova døde i juni 1941 under fødslen af hendes og Tenins barn. Douglas blev i 1952 arresteret af NKGB og sigtet for forbrydelser mod statens sikkerhed og forsøgt tvunget til at afgive erklæring om, at Grigorij Aleksandrov var amerikansk spion. Hans navn blev tvunget ændret til Vasilij.
Efter skilsmissen fra Olga Ivanova blev Aleksandrov i 1934 gift med skuespilleren Ljubov Orlova, ægteskabet varede til Orlovas død i 1975. Hun adopterede ved Olga Ivanovas død Douglas.

## Filmografi
Grigorij Aleksandrov instruerede nogle af de mest populære og mest sete sovjetiske film.
| År   | Titel            | Millioner solgte billetter |
| ---- | ---------------- | -------------------------- |
| 1934 | Hele Verden ler  | 30,0                       |
| 1938 | Volga-Volga      | 30,0                       |
| 1936 | Cirkus           | 28,0                       |
| 1949 | Møde på Elben    | 24,2                       |
| 1947 | Forår            | 16,2                       |
| 1960 | Russkij suvenir  | 16,0                       |
| 1952 | Stormfulde toner | 15,0                       |

Medvirken i film som manuskriptforfatter, instruktør og skuespiller
| 1922 | Dolja ty Russkaja, Doljusjka Sjenskaja                                                                         | Доля ты русская, долюшка женская                                                                        |    |    | Ja | Vasilij, søn af den velhavende bonde Jegor, filmen er tabt                                               |
| 1923 | Glumovs dagbog                                                                                                 | Дневник Глумова                                                                                         |    |    | Ja | Glumov                                                                                                   |
| 1925 | Strike | Стачка                                                                                                  |    | Ja | Ja | Brigadist                                                                                                |
| 1925 | Panserkrydseren Potemkin                                                                                       | Броненосец «Потёмкин»                                                                                   |    |    | Ja | Befalingshavende officer Giliarovskij, assisterende instruktør                                           |
| 1928 | Oktober | Октябрь                                                                                                 | Ja | Ja |    | Instrueret sammen med Sergej Eisenstein                                                                  |
| 1928 | Devusjka s daljokoj reki (da.: Devusjka fra en fjern flod)                                                     | Девушка с далекой реки                                                                                  |    | Ja |    | |
| 1929 | Gammelt og nyt                                                                                                 | Старое и новое                                                                                          | Ja | Ja | Ja | Traktorfører, co-instrueret med Sergej Eisenstein                                                        |
| 1930 | Frauennot - Frauenglück (da.: Kvindenød - Kvindeheld)                                                          | tysk: Frauennot - Frauenglück                                                                           |    | Ja | Ja | kortfilm, Schweiz                                                                                        |
| 1930 | Spjasjtjaja krasavitsa (da.: Sovende skønhed)                                                                  | Спящая красавица                                                                                        |    | Ja |    | Filmatisering af Tornerose                                                                               |
| 1931 | La destrucción de Oaxaca (da.: Ødelæggelsen af Oaxaca)                                                         | spansk: La destrucción de Oaxaca                                                                        |    | Ja |    | Kort dokumentar                                                                                          |
| 1931 | Romance sentimentale (da.: Sentimental Romance)                                                                | fransk: Romance sentimentale                                                                            | Ja | Ja |    | Dokumentar, formelt med-instrueret med Sergej Eisenstein                                                 |
| 1932 | ¡Que viva México!                                                                                              | spansk: ¡Que viva México!                                                                               | Ja | Ja |    | Med-instrueret med Sergej Eisenstein                                                                     |
| 1932 | Femårsplan | Пятилетний план                                                                                         |    | Ja |    | Kort dokumentar                                                                                          |
| 1933 | International                                                                                                  | Интернационал                                                                                           | Ja |    |    | Kort dokumentar                                                                                          |
| 1933 | Grom ned Meksikoj (da.: Torden over Mexico)                                                                    | Гром над Мексикой                                                                                       |    | Ja |    | |
| 1934 | Hele Verden ler                                                                                                | Весёлые ребята                                                                                          | Ja | Ja |    | |
| 1936 | Cirkus | Цирк | Ja | Ja |    | |
| 1936 | Kammerat I. V. Stalins rapport på den ekstraordinære 8. sovjetiske kongres om udkastet til forfatning for USSR | Доклад товарища Сталина И. В. о проекте Конституции СССР на чрезвычайном VIII Всесоюзном съезде Советов | Ja |    |    | Dokumentar                                                                                               |
| 1938 | Volga-Volga | Волга-Волга                                                                                             | Ja | Ja | Ja | Slæbebådskaptajn                                                                                         |
| 1938 | Fizkulturnyj papad (da.: Sportsparade)                                                                         | Физкультурный парад                                                                                     | Ja |    |    | Dokumentar                                                                                               |
| 1940 | Lys vej | Светлый путь                                                                                            | Ja | Ja |    | |
| 1940 | Vremja na Solitse (da.: Tid i Solen)                                                                           | Время на солнце                                                                                         | Ja |    |    | Dokumentar, med-instrueret med Sergej Eisenstein                                                         |
| 1941 | Boevoj kinosbornik № 4 (da.: Krigsfilmsamling nr. 4)                                                           | Боевой киносборник № 4                                                                                  | Ja |    |    | |
| 1943 | Odna semja (da.: En familie)                                                                                   | Одна семья                                                                                              | Ja |    |    | |
| 1944 | Kaspijtsy (da.: Folk ved det Kaspiske Hav)                                                                     | Каспийцы                                                                                                | Ja | Ja |    | dokumentar                                                                                               |
| 1947 | Forår | Весна                                                                                                   | Ja | Ja |    | |
| 1949 | Møde på Elben                                                                                                  | Встреча на Эльбе                                                                                        | Ja |    |    | |
| 1952 | Stormfulde toner                                                                                               | Композитор Глинка                                                                                       | Ja | Ja |    | |
| 1953 | Velikoe prosjtjanie (da.: Det store farvel)                                                                    | Великое прощание                                                                                        | Ja |    |    | Dokumentar om Stalins død                                                                                |
| 1958 | Tjelovek tjeloveku (da.: Person til person)                                                                    | Человек человеку                                                                                        | Ja | Ja |    | Dokumentar. Det russiske ord "tjevolek" er kønsneutralt, titlen kan også oversættes til "mand mod mand". |
| 1960 | Russkij suvenir (da.: Russiske souvenir)                                                                       | Русский сувенир                                                                                         | Ja | Ja | Ja | Pilot (ikke krediteret)                                                                                  |
| 1961 | Lenin i Polen                                                                                                  | Ленин в Польше                                                                                          | Ja |    |    | Dokumentar                                                                                               |
| 1962 | Sputnitsa korolevy (da.: Dronningens ledsager)                                                                 | Спутница королевы                                                                                       |    | Ja |    | Tegnefilm til undervisning                                                                               |
| 1965 | Pered oktjabrjom (da.: Før oktober)                                                                            | Перед Октябрём                                                                                          | Ja |    |    | Dokumentar                                                                                               |
| 1965 | Lenin i Schweiz                                                                                                | Ленин в Швейцарии                                                                                       | Ja | Ja |    | Dokumentar, med-instruktør med Dmitrij Vasiljev                                                          |
| 1966 | Nakanune (da.: Dagen før)                                                                                      | Накануне                                                                                                | Ja |    |    | Dokumentar, med-instruktør med Dmitrij Vasiljev                                                          |
| 1974 | Starling and Lyre (da.: Dronningens ledsager)                                                                  | Скворец и Лира                                                                                          | Ja | Ja | Ja | General                                                                                                  |
| 1983 | Lyubov Orlova                                                                                                  | Любовь Орлова                                                                                           | Ja | Ja |    | Dokumentar                                                                                               |